# CW-7
CW-7 – pierwszy polski szybowiec akrobacyjny, skonstruowany w dwudziestoleciu międzywojennym.

## Historia
Inżynier Wacław Czerwiński zaprojektował w 1934 roku szybowiec przeznaczony do wykonywania akrobacji oraz do lotów w trudnych warunkach atmosferycznych. Budową prototypu zajęły się Warsztaty Szybowcowe ZASPL, szybowiec został ukończony pod koniec 1934 roku.
Oblot został wykonany na lotnisku w Skniłowie 15 grudnia 1934 roku przez Michała Blaichera. Szybowiec miał dobre właściwości pilotażowe, oblatywacz już w pierwszym locie wykonał na nim podstawową akrobację. W 1935 roku uruchomiono produkcję pierwszej serii, wyprodukowano w niej 10 egzemplarzy. 
Dwa szybowce CW-7 zostały wykorzystane podczas I Kursu Akrobacji Szybowcowej w Warszawie w czerwcu 1935 roku. Loty wykonane przez doświadczonych pilotów wykazały pewne ograniczenia wynikające z jego konstrukcji: małą zwrotność i sterowność oraz słabe przyspieszenie. Uznano jednak, że dzięki temu szybowiec jest bezpieczny i dopuszczono go do używania nawet przez mało doświadczonych pilotów. W trakcie dalszej eksploatacji zaczęto mieć zastrzeżenia do wytrzymałości konstrukcji. W czerwcu 1935 roku CW-7 pilotowany przez Ryszarda Dyrgałłę rozpadł się w powietrzu podczas pokazów lotniczych nad lotniskiem w Rumi.
Prototyp był używany na szybowisku w Bezmiechowej do 1938 roku, pozostałe egzemplarze uległy zniszczeniu po wybuchu II wojny światowej.

## Konstrukcja
Jednomiejscowy szybowiec akrobacyjny w układzie zastrzałowego górnopłatu o konstrukcji drewnianej.
Kadłub o konstrukcji półskorupowej, o przekroju owalnym. Kabina pilota odkryta, osłonięta wiatrochronem. Wyposażony w zaczep do startu z lin gumowych oraz lotów na holu. Statecznik pionowy wykonany jako integralna część kadłuba.
Płat dwudzielny, o obrysie prostokątko-eliptycznym, dwudźwigarowy, podparty dwoma parami zastrzałów. Górna część płata kryta sklejką do drugiego dźwigara, dalej płótnem. Na dolnej powierzchni, w rejonie zastrzałów, pokrycie sklejkowe sięgało również do drugiego dźwigara, dalej był kryty płótnem. Dolna część zewnętrzna płata kryta sklejką do pierwszego dźwigara, dalej płótnem. Wyposażony w lotki kryte płótnem, o napędzie linkowym.
Usterzenie dwudzielne, wolnonośne, krzyżowe o konstrukcji i pokryciu drewnianym. Stery kryte płótnem.
Podwozie jednotorowe złożone z amortyzowanej drewnianej płozy podkadłubowej i metalowej płozy ogonowej.